# Герб Боровичей
Герб муниципального образования городское поселение город Боровичи́ Боровичского муниципального района Новгородской области Российской Федерации — опознавательно-правовой знак, служащий официальным символом муниципального образования.
Герб утверждён Решением № 111 Совета депутатов города Боровичи 31 января 2012 года.
Герб внесён в Государственный геральдический регистр под регистрационным номером 7567.

## Описание герба
«Щит рассечен; справа в лазоревом поле — сияющее солнце; слева в серебряном поле — золотой, с черными рукоятью и креплениями, руль».— Положение «О гербе города Боровичи»
Герб города Боровичи в соответствии с Методическими рекомендациями по разработке и использованию официальных символов муниципальных образований (Раздел 2, Глава VIII, п.п. 45-46), утверждёнными Геральдическим советом при Президенте Российской Федерации 28.06.2006 года, может воспроизводиться со статусной короной установленного образца.

## Описание символики герба
Герб города Боровичи воссоздан на основе исторического герба уездного города Боровичи Новгородского наместничества, Высочайше утверждённого 2 апреля 1772 года (по-старому стилю). Подлинное описание исторического герба гласит: «Щить на двое разрезанной чертою перпендикулярною, голубое съ серебромъ; въ первомъ изображеніи золотаго солнца, показуеть милость къ сему селенію Ея Императорского Величества, въ серебряномъ полѣ натуральнаго цвѣту окованной желѣзомъ руль означаетъ, что искуство тутошнихъ кормщиковъ, причиняетъ безопасность пловущимъ судамъ въ опасныхъ сихъ местахъ.».
История Боровичей уходит вглубь веков. Большую жизнь бывшему селу дала река Мста, являвшаяся составной частью главной торговой магистрали России — Вышневолоцкой водной системы. 28 мая 1770 года Екатерина Вторая подписала Указ о присвоении поселению статуса города, а в 1772 году утвердила его герб, в котором солнце символизирует благосклонность императрицы к этому городу.
Воссоздание исторического герба показывает бережное отношение жителей города Боровичи к своему прошлому, верность традициям, сохранившуюся преемственность многих поколений жителей.
Лазурь — символ возвышенных устремлений, искренности, преданности, возрождения.
Серебро — символ чистоты, открытости, божественной мудрости, примирения.
Золото — символ высшей ценности, величия, богатства, урожая.
Чёрный цвет символизирует благоразумие, мудрость, скромность, честность.

## История герба
Исторический герб Боровичей был Высочайше утверждён 2 апреля 1772 года императрицей Екатериной II вместе с другими гербами городов Новгородской губернии. (ПСЗРИ, 1772, Закон № 13780).
Подлинное описание герба Боровичей гласило:

«Село Боровичи, бывъ мѣстоположеніемъ своимъ близъ Боровицкихъ пороговъ и провозъ, сквозъ сіи пороги сочиняетъ единой изъ знатныхъ промысловъ сего селенія, что тако въ гербѣ изображается.

Щить на двое разрезанной чертою перпендикулярною, голубое съ серебромъ; въ первомъ изображеніи золотаго солнца, показуеть милость къ сему селенію Ея Императорского Величества, въ серебряномъ полѣ натуральнаго цвѣту окованной желѣзомъ руль означаетъ, что искуство тутошнихъ кормщиковъ, причиняетъ безопасность пловущимъ судамъ въ опасныхъ сихъ местахъ. 

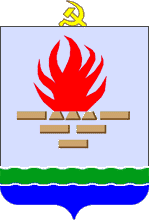
Герб Боровичей (1969 год)

Герб Боровичей был составлен герольдмейстером князем М. М. Щербатовым, а изобразил его известный геральдический художник Бутковский Артемий Николаевич.
В 1864 году, в период геральдической реформы Кёне, был разработан проект нового герба уездного города Боровичей Новгородской губернии (официально не утверждён):
В зелёном щите серебряный корабль с такими же мачтой и парусами, в главе щита золотое солнце. В вольной части герб Новгородской губернии. Щит увенчан серебряной стенчатой короной и окружён золотыми колосьями, соединёнными Александровской лентой».
В советский период исторический герб Боровичей не использовался.
9 октября 1969 года решением исполкома Боровичского городского Совета депутатов трудящихся № 427 был утверждён советский вариант герба Боровичей. Автор — Н. И. Кутузов.
Герб имел следующее описание: «На геральдическом щите в поле металлического цвета изображены огнеупорные изделия и над ними гигантский факел пламени. Как известно, огнеупоры изготавливаются и работают в жарком пламени печей и служат в основном материалом для металлургической промышленности. Производство огнеупоров — ведущая отрасль промышленности города, снискавшее ему добрую славу везде, где есть металлургические заводы. Подножие щита голубого цвета говорит о реке Мста, в течение веков служившей водной магистралью, на которой стоит город. Узкая зелёная полоса, окаймляющая голубую часть, символизирует центр большого сельскохозяйственного района. Над щитом эмблема союза рабочих и крестьян — серп и молот».
25 февраля 1993 года Боровичский горсовет депутатов восстановил исторический герб города 1772 года.
15 декабря 2005 года исторический герб города Боровичи Решением Думы Боровичского муниципального района № 17 «О гербе Боровичского муниципального района» стал официальным символом Боровичского муниципального района.
Герб имел следующее описание: «Герб Боровичского муниципального района представляет собой щит, поделённый пополам: голубой и серебряный. В левом голубом поле — золотое солнце. В правом серебряном поле — скованный железом руль барки означает, что искусство боровичских кормщиков обеспечивает безопасность плывущим по р. Мста судам в опасных местах».
В 2011 году «Союз геральдистов России» произвёл реконструкцию исторического герба Боровичей и доработал его описание.
31 января 2012 года Решением Совета депутатов города Боровичи было утверждено Положение о гербе города Боровичи.
В марте 2012 года герб Боровичей был внесён в Государственный геральдический регистр Российской Федерации (протокол № 62 от 29.03.12 г.) под регистрационным номером 7567.
Авторская группа реконструкции герба Боровичей: руководитель группы — Константин Моченов (Химки); художник и компьютерный дизайн — Ольга Салова (Москва); обоснование символики — Вячеслав Мишин (Химки).